# Lời thì thầm từ quá khứ
Lời thì thầm từ quá khứ là một bộ phim truyền hình được thực hiện bởi Trung tâm Phim truyền hình Việt Nam, Đài truyền hình Việt Nam do NSƯT Mai Hồng Phong làm đạo diễn. Phim phát sóng vào lúc 21h30 thứ 4, 5 hàng tuần bắt đầu từ ngày 23 tháng 7 và kết thúc vào ngày 20 tháng 11 năm 2014 trên kênh VTV3.

## Nội dung
Lời thì thầm từ quá khứ nói về Lan (Phan Minh Huyền) cùng những uẩn khúc xoay quanh cái chết bất ngờ của người chồng sắp cưới Tuấn (Tiến Lộc). Sau khi người mình yêu mất đi, cô luôn sống trong tâm trạng dằn vặt, đau khổ. Linh hồn Tuấn sau đó hiện về, cho biết anh chết nhưng chưa thể siêu thoát vì còn quá nhiều điều chưa thực hiện được. Lan quyết định sẽ cùng Kiên (Thanh Sơn) và Đạt (Chí Nhân) - hai người bạn thân của Tuấn - thực hiện nốt những việc chưa hoàn thành của anh. Chính trong thời gian này, Lan đã hiểu thêm nhiều góc khuất, những mảng sáng - tối trong con người Tuấn và những người xung quanh cô...

## Diễn viên
- Phan Minh Huyền trong vai Lan[5]
- Tiến Lộc trong vai Tuấn[4]
- Chí Nhân trong vai Đạt[6]
- Thanh Sơn trong vai Kiên[4]
- Phương Oanh trong vai Trang[4]
- Công Dũng trong vai Hùng
- Vũ Thủy trong vai Dũng
- Diệp Bích trong vai Bà Tâm
- NSƯT Vũ Đình Thân trong vai Ông Đông
- NSƯT Cường Việt trong vai Ông Minh
- Hải Yến trong vai Bà Thu
- Thu Phương trong vai Hương
- Kim Loan trong vai Bảo
- NSƯT Huyền Thanh trong vai Thầy bói
- Phạm Dương trong vai Tổng biên tập
- Trương Việt Thường trong vai Giáo sư Lâm
- Kim Hùng trong vai Thìn đại ca
- Hải Anh trong vai Chủ quán bar
- Võ sư Khắc Trịnh trong vai Đại gia Thu
- Ngô Long trong vai Dũng
- Minh Cúc trong vai Mai
- Khuất Quỳnh Hoa trong vai Liên
- Văn Quan trong vai Du
- Quang Vịnh trong vai Ông Bình
- Võ sư Sỹ Lai trong vai Lê Văn Việt

Cùng một số diễn viên khác...

## Ca khúc trong phim
Bài hát trong phim là ca khúc "Tìm lại tình yêu" do Lê Anh Dũng sáng tác và Dương Hoàng Yến thể hiện.

## Giải thưởng
| Năm  | Giải thưởng    | Hạng mục                | (Người) đề cử   | Kết quả   | Tham khảo |
| ---- | -------------- | ----------------------- | --------------- | --------- | --------- |
| 2014 | Giải Cánh diều | Phim truyện truyền hình | —               | Bằng khen | [ 7 ]     |
| 2015 | Ấn tượng VTV   | Nữ diễn viên Ấn tượng   | Phan Minh Huyền | Đề cử     | [ 5 ]     |